# Brighton (Ontario)
Brighton ist eine kanadische Stadt im Northumberland County in der Provinz Ontario mit 11.844 Einwohnern (2016).

## Geographie und Infrastruktur
Brighton liegt am Nordufer des Ontariosees. Durch die Stadt verlaufen die Highways Ontario Highway 2 und Ontario Highway 401. Toronto ist 140 Kilometer in südöstlicher Richtung entfernt.

## Geschichte
Loyalisten ließen sich ab 1796 in der Gegend nieder und nannten den Ort in Anlehnung an Brighton in der Grafschaft East Sussex ebenfalls Brighton. Der Ort entwickelte sich schnell zu einem kleinen Handelszentrum für diverse Industriegüter. Aufgrund der klimatisch günstigen Bedingungen wurde die Landwirtschaft, im Besonderen der Betrieb von Apfelbaumplantagen der dominierende Wirtschaftszweig. Eine Vielzahl verschiedenster Kulturapfelsorten wurden angebaut, neue Apfelgeschmacksrichtungen gezüchtet und weltweit vertrieben. Als auch andere Regionen Apfelbaumplantagen anlegten und gebietsweise kostengünstiger produzieren konnten, wurden in Brighton die Flächen teilweise für andere landwirtschaftliche Produkte genutzt. 
Im Rahmen eines jährlich im Herbst stattfindenden Apple Festivals wird der Tradition des Apfelanbaus gedacht. In einigen Betrieben werden weiterhin noch 40 verschiedene Apfelsorten kultiviert und geerntet.
Aufgrund der Naturschönheiten und des Reichtums an Vogelarten im südwestlich von Brighton beginnenden Presqu’ile Provincial Park und der östlich gelegenen Bay of Quinte gewinnt der Tourismus zunehmend an Bedeutung und die Stadt wird vielfach von Ornithologen besucht.

## Söhne und Töchter der Stadt
- Dave O’Brien (* 1962), ehemaliger Eishockeyspieler